# Surrender to Love
Surrender to Love è un brano musicale del cantante statunitense Ray Charles eseguito in duetto con la cantante italiana Laura Pausini nel 1998 e pubblicato su album nel 2005.

## Il brano
È il primo singolo che anticipa l'uscita dell'album commemorativo Genius & Friends, una raccolta di duetti interpretati da Charles pubblicata nel 2005, un anno dopo la sua morte. Il singolo è stato trasmesso per la prima volta in radio negli Stati Uniti e in Europa il 5 settembre. La musica e il testo sono composti da Narada Michael Walden.
Il brano è scritto da Narada Michael Walden e Sunny Hilden.

## Tracce
CDS - Promo 015599 Warner Music Europa
1. Surrender to love (con Laura Pausini)

Download digitale
1. Surrender to Love (con Laura Pausini)

## Pubblicazioni
Surrender to Love in duetto viene inoltre inserita nell'album raccolta di Ray Charles Tutto Ray del 2007 e negli album di Laura Pausini 20 - The Greatest Hits e 20 - Grandes Exitos del 2013.